# Hokovce
Hokovce (in ungherese Egeg) è un comune della Slovacchia facente parte del distretto di Levice, nella regione di Nitra.